# プラハの歴史年表
プラハの歴史年表（プラハのれきしねんぴょう）では、チェコ共和国の都市、プラハの歴史の年表を掲載する。

## 15世紀まで
- 870年：プラハ城の建立。
- 10世紀後半：ヴィシェフラドに城が建設される。
- 973年
  - プラハ城内に聖イジー修道院の建立。
  - 聖イジー聖堂の拡張。
- 1085年：初代のボヘミア王ヴラチスラフ2世の戴冠。プラハがボヘミア王国の首都となる。
- 1172年：ユディティン橋の建設。
- 1235年：市の城壁の建設[2]。
- 1270年：新旧シナゴーグ（スタロノヴァー・シナゴーグ）の建立[3]。
- 1344年：カトリック・プラハ大司教区の設置[4]。
- 1345年：中央ヨーロッパ初の大学、カレル大学の開学[5]。
- 1347年9月2日：ボヘミア王カレル1世の戴冠。プラハが神聖ローマ帝国の首都となる。
- 1348年：プラハ市の城壁外に新市街ができる[6]。
- 1354年：公共時計の設置（おおよその年代）[7]。
- 1357年 - 1380年：カレル橋の建設。
- 1360年 - 1362年：「飢餓の城壁」の建設。
- 1363年：聖ヴィート大聖堂の建立。
- 1370年：ティーン教会の建設の開始[8]。
- 1376年：カレル1世が定めた神聖儀式による初のボヘミア王、ヴァーツラフ4世（カレル1世の子）が王位に就く。1836年（フェルディナント1世 (オーストリア皇帝)のボヘミア王戴冠）までプラハ城の慣行となる。
- 1378年：ヤン・フスの改革。
- 1386年：カロリヌム大学の再建。
- 1391年：ベツレヘム礼拝堂の建立。
- 1398年：新市街に市庁舎が完成。
- 1410年：市庁舎に天文時計が設置される。
- 1419年：プラハ窓外放出事件。
- 1458年：ボヘミア王イジー・ス・ポジェブラトの戴冠。
- 1475年：火薬塔の建立。
- 1478年：新聞出版の開始。

## 16世紀 - 18世紀
- 1501年：チェコ語の新教賛美歌集の出版。
- 1503年：カレル橋の建立。
- 1580年：イェフダ・レーヴ・ベン・ベザレル（ラビ・レーヴ）がプラハのゴーレム（泥人形）を作る（伝承）。
- 1583年：ルドルフ2世の治世。プラハが神聖ローマ帝国の首都となり、ヨーロッパの文化的中心地となる。
- 1604年10月：ケプラーが銀河系の新星を観測。
- 1618年5月23日：2度目のプラハ窓外投擲事件が三十年戦争を誘発する。
- 1620年：白山の戦いでボヘミア軍が敗北。
- 1621年6月21日：白山の戦いの処分として、27人のボヘミア貴族が旧市街広場で処刑される。
- 1635年5月30日：プラハ条約の調印。
- 1648年：モルダウ川西岸（プラハ城がある地区）をスウェーデン軍が占領・略奪。
- 1650年：旧市街広場に聖母マリアのペスト祈念柱が建立。
- 1724年：シュポルク劇場が開場。
- 1738年：ナ・プシーコピェ広場にシルヴィア・タロウツァ宮殿が建立。
- 1739年：コッツェン劇場が開場。
- 1741年11月：オーストリア継承戦争で、フランス・バイエルン連合軍が占領。
- 1742年：プラハ包囲戦。
- 1744年：プロイセン軍により占領される。
- 1755年：聖ミクラーシュ教会の建立。
- 1757年
  - 5月6日：プロイセンとオーストリアによるプラハの戦い。
  - 5月 - 6月：プラハ包囲戦。
- 1765年：ゴルツ宮殿の建設。
- 1783年：ノスティス劇場（エステート劇場）が開場。
- 1784年：フラッチャニ地区、マラー・ストラナ地区、新市街、旧市街の行政が統合され、一つの市に合併される。
- 1787年
  - 1月19日：モーツァルトの交響曲第38番「プラハ」の初演。
  - 10月29日：モーツァルトのオペラ「ドン・ジョヴァンニ」の初演（エステート劇場にて）。
- 1791年
  - 9月6日：ボヘミア王レオポルト2世の戴冠。
  - 9月6日：モーツァルトのオペラ「皇帝ティートの慈悲」の初演。
- 1796年
  - リトグラフが開発される。
  - プラハ国立美術館が開館。

## 19世紀
- 1813年7月 - 10月：対仏大同盟の会議を開催。
- 1819年：国立博物館が開館。
- 1825年：貯蓄銀行の設立。
- 1841年：フランティシェク1世橋の建立。
- 1847年：オーストリア国立銀行の支店が開設。
- 1848年
  - 6月2日-12日：プラハ・スラブ会議の開催。
  - 6月17日：プラハ近郊の革命蜂起がオーストリア帝国軍により鎮圧される。
  - 旧市庁舎が再建。
- 1850年
  - ヨゼフォフ地区がプラハ市に編入される。
  - フランティシェク1世の彫像がフランツェンスケー（フランティシェク桟橋）で除幕される。
- 1851年：プラハ市立古文書館が開館。
- 1857年
  - プラハ鉄鋼産業協会の設立。
  - 産業学校の設立。
- 1862年
  - ソコル・スポーツクラブの設立。
  - 仮劇場が開場。
- 1866年：普墺戦争終結のプラハ条約調印。
- 1868年
  - ジヴノステンスカー銀行（商工業信用金庫）の設立。
  - スペイン・シナゴーグの開設。
- 1876年：ドイツ語新聞『プラーガー・タークブラット』(Prager Tagblatt,『プラハ日刊紙』) が発行開始。
- 1877年：ドヴォルザークの交響的変奏曲の初演。
- 1879年：アングロ・オーストリア銀行の支店が開設。
- 1880年：人口293,822人（大プラハ）。
- 1882年：カレル大学がドイツ語・チェコ語教育機関へ再編される。
- 1883年
  - ヴィシェフラド地区がプラハ市に編入される。
  - チェコ劇場が開場。
  - 国立劇場バレエ団の結成。
- 1884年
  - カフェ・スラヴィアが営業開始。
  - ホレショヴィツェ・ブブナ地区がプラハ市に編入される。
- 1885年
  - ルドルフィヌム（コンサートホール）が開場。
  - 装飾芸術博物館が開館。
  - 国民劇場 (ナーロドニー劇場、Národní divadlo) が開場。
- 1888年：新ドイツ劇場（現在のプラハ国立歌劇場）が開場。
- 1890年
  - 2月2日：ドヴォルザークの交響曲第8番の初演。
  - 9月：洪水発生。
  - 人口182,530人。
- 1891年
  - ペトシーン展望タワー、ボヘミア国立博物館（プラハ）の建立。
  - レトナー公園にハナフスキー・パビリオン（ハーナウ・パビリオン）の建立。
  - 百周年記念プラハ産業展示会の開催。
- 1892年：スラビア・プラハ（サッカークラブチーム）の結成。
- 1893年：スパルタ・プラハ（サッカークラブチーム）の結成。
- 1896年
  - チェコ・フィルハーモニー管弦楽団の結成。
  - 人口189,157人、368,490人（大プラハ）。
- 1898年
  - ボヘミア産業銀行の本店がプラハに置かれる。
  - ポリッツ通りに市民博物館が開館。
- 1900年：旧プラハ協会の結成。

## 20世紀
- 1901年
  - リーベン地区がプラハ市に編入。
  - フランティシェク橋の建設。
- 1906年
  - ヴェルカー・フフレ競馬場が開場。
  - ユダヤ博物館が開設。
  - 人口460,849人（大プラハ）。
- 1907年：ヴィノフラディ劇場が開場。
- 1908年
  - 5月 - 6月：第1回国際プラハ・チェス大会が開催。
  - 9月19日：マーラーの交響曲第7番の世界初演。
- 1909年：スミーホフ地区がプラハ市に編入される。
- 1910年：人口223,741人。
- 1911年：ブベンスカー広場にパドヴァの聖アントニウス教会の献堂。
- 1912年：市役所庁舎が開館。
- 1916年5月：ヤナーチェクのオペラ「イェヌーファ」のプラハ初演（世界初演は1904年、ブルノにて）。
- 1918年
  - 映画館「スヴィエトゾル」が開館。
  - 10月：チェコスロバキアの独立。プラハが首都となる。
- 1921年：チェコスロバキア共産党がプラハに本部を設置。
- 1922年：
  - 「大プラハ」（グレイト・プラハ、ヴェルカー・プラハ、プラハ首都圏）の設定。郊外と隣接自治体を合併。37自治体が新規加入。
  - ヴィノフラディ地区とジジュコフ地区がプラハ市に編入される。
  - 人口676,000人。
- 1928年：シュテファーニク天文台の開設。
- 1929年：聖ヴィート大聖堂が完成（14世紀に建設開始）。
- 1930年：人口848,823人。
- 1931年：プラハ動物園が開園。
- 1931年頃：バランドフ映画スタジオの設置。
- 1934年：プラハ交響楽団の結成。
- 1937年：プラハ飛行場の開場。
- 1938年：ナチス・ドイツがズデーテン地方へ進駐。
- 1939年
  - 3月：ナチス・ドイツがプラハ進駐を開始（ナチス・ドイツによるチェコスロバキア解体）
  - プラハがドイツ支配下のベーメン・メーレン保護領の首都となる。
- 1942年5月27日：ドイツ将校ラインハルト・ハイドリヒの暗殺（エンスラポイド作戦）。ナチスは恐怖支配を強化。
- 1945年
  - 2月14日：プラハ空襲。
  - 5月5日 - 8日：ナチス・ドイツ占領支配に反対する市民蜂起が発生。
  - 5月6日 - 11日：プラハの戦い、ソ連赤軍の到着、ナチスドイツ支配の終了。
  - ドイツ系市民の追放。
  - プラハ芸術アカデミーが設立。
- 1946年
  - プラハの春音楽祭が初開催。
  - プラハ芸術アカデミーに演劇学部の設立。
- 1948年
  - 2月：チェコスロバキア・クーデターが発生。
  - 5月：第2回国際作曲家・音楽評論家会議の開催。
- 1952年
  - スラーンスキー裁判。
  - プラハ放送交響楽団が活動開始。
- 1954年：ベツレヘム礼拝堂が再建される。
- 1958年：欄干劇場の開場。
- 1955年：レトナー公園にスターリン記念碑が除幕される。
- 1957年：ナーロドニー通りにレドゥータ・ジャズクラブがオープン。
- 1962年：スターリン記念碑が破壊される。
- 1964年：プラハ・バレエが活動開始。
- 1968年：プラハの春、ソ連による弾圧を受ける。
- 1969年
  - プラハ大学人文学部の21歳の学生・ヤン・パラフが、ワルシャワ条約機構軍の軍事行動に対して抗議の焼身自殺。
  - プラハがチェコ社会主義共和国（チェコスロバキアの一部として）の首都となる。
- 1970年：プラハ室内バレエが結成。
- 1973年12月11日：プラハ条約の締結。
- 1974年
  - 最初のプラハ地下鉄路線の開通。
  - 人口1,095,615人。
- 1978年：カレル橋が歩行者専用となる。
- 1985年：人口1,190,576人。
- 1989年
  - 11月 - 12月：ビロード革命。
  - 選挙でヴァーツラフ・ハヴェル大統領が誕生。
- 1990年：プラハ市が56区に再編される。
- 1991年
  - プラハ経済大学に国際関係学部が開設。
  - ドイツ語新聞『プラーガー・ツァイトゥング』(Prager Zeitung, 『プラハ新聞』）が発行開始。
  - プラハ・メトロノームの設置。
- 1992年
  - ジジュコフ・テレビ塔の建立。
  - チェコ共和国学術アカデミーの本部がプラハに置かれる。
  - プラハ歴史地区がユネスコ世界遺産に登録される。
- 1993年1月1日：チェコとスロバキアが分裂。プラハがチェコ共和国の首都となる。
- 1995年：ラジオ・フリー・ヨーロッパ、ラジオ・リバティーの本部がプラハに置かれる。
- 1996年
  - 世界エスペラント大会の開催、マニフェスト宣言の採択。
  - ダンシング・ハウスの建立置かれる。
- 1997年：ヴィア財団の本部がプラハに置かれる。
- 1998年：ニューヨーク大学プラハ校が開校。
- 1999年：プラハ・モスクが建立。

## 21世紀
- 2001年：プラハ・フリンジ・フェスティバルの開催。
- 2002年
  - 8月：洪水が発生し一部地域で避難。歴史的資料館が数多く損傷を負ったが、主な名所は無傷であった。
  - プラハ・ブロードウェイ劇場が開場。
  - プラハ安全保障研究所が開設。
  - 11月：NATO首脳会談が開催。
- 2006年：シュコダ宮殿がプラハの新市役所庁舎となる。シュコダ宮殿は建築家パヴェル・ヤナークにより、1920年代から1930年代にかけて建設されたアールデコ様式の建築物で、シュコダの自動車製造工場の本社として建設された。
- 2007年：ギガス写本が379年を経てプラハへ返還される。
- 2009年4月5日：アメリカ大統領バラク・オバマがプラハ演説（核兵器武装解除の演説）を行う。
- 2010年9月：経済問題で抗議行動が発生。
- 2011年：人口1,262,106人（プラハ市）、2,300,000（大プラハ）。
- 2013年
  - 4月29日：ガス爆発事故が発生。
  - プラハ市長にトマーシュ・フデチェクが就任。
- 2014年：プラハ市長にアドリアナ・クルナーチョヴァーが就任。